# Eberhard von Mantey (Admiral)
Eberhard Friedrich Wilhelm von Mantey (* 15. August 1869 in Hersfeld; † 7. Dezember 1940 in Berlin) war ein deutscher Vizeadmiral und von 1916 bis 1933 Leiter des Marinearchivs sowie Marinehistoriker und Verfasser zahlreicher Bücher.

## Leben

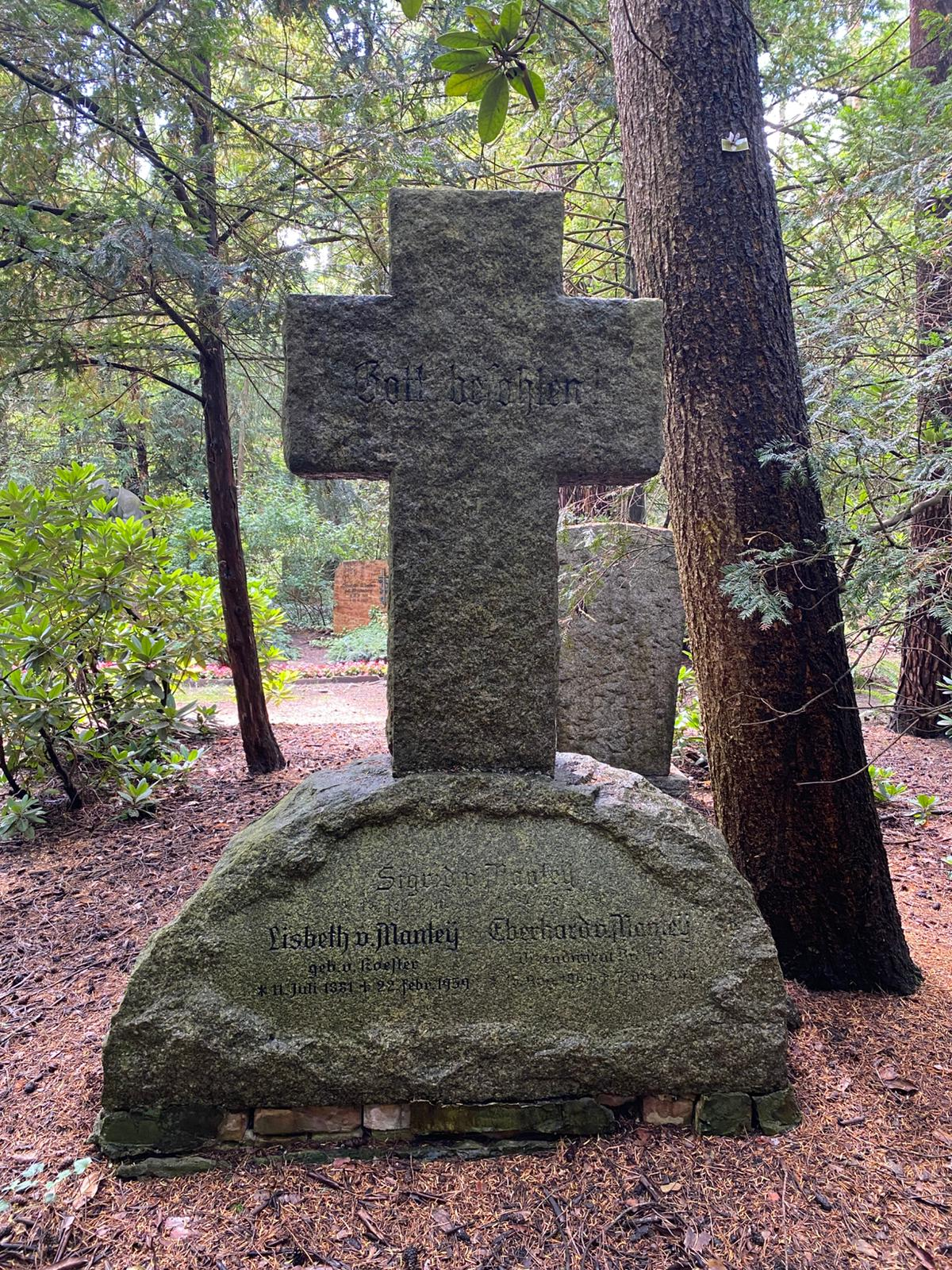
Grabstätte auf dem Parkfriedhof Lichterfelde

### Familie
Er war der Sohn des späteren preußischen Generals der Infanterie Eberhard von Mantey (1835–1902) und dessen Ehefrau Elisabeth, geborene Cranz (1845–1926). Sein Vater war 1875 in den erblichen preußischen Adelsstand erhoben worden. Der spätere Generalmajor Friedrich von Mantey (1872–1953) war sein Bruder.
Mantey hatte sich 1901 in Kiel mit Lisbeth von Koester (1881–1959) verheiratet. Sie war die Tochter des späteren Großadmirals Hans von Koester. Aus der Ehe gingen drei Söhne, einer davon der spätere Kapitän zur See der Bundesmarine Helmut von Mantey, und eine Tochter hervor.
Eberhard von Mantey ruht auf dem Parkfriedhof Lichterfelde. Die Grabstätte ist verwaist. 

### Militärkarriere
Er trat am 15. April 1887 als Kadett in die Kaiserliche Marine ein und absolvierte seine Grundausbildung auf dem Schulschiff Niobe. Nach dem Besuch der Marineschule vom 1. Oktober 1887 bis 17. April 1888 erfolgte seine Versetzung auf das Schulschiff Gneisenau sowie seine Ernennung zum Seekadett am 19. April 1888. Anschließend kam Mantey auf den Kleinen Kreuzer Irene, ab 26. April 1890 auf die Panzerfregatte Kaiser und schließlich am 16. September 1890 als Unterleutnant zur See (seit 23. Mai 1890) wieder an die Marineschule kommandiert. Dort verblieb er nur kurze Zeit und kam zur weiteren Ausbildung vom 1. Oktober bis 30. November 1891 auf das Artillerieschulschiff Mars. Ab 1. Dezember 1891 wurde Mantey als Kompanieoffizier bei der II. Torpedo-Abteilung eingesetzt.
Es folgte eine Auslandskommandierung als Wachoffizier auf der Kreuzerkorvette Alexandrine bis 29. April 1894 und seine dortige Beförderung zum Leutnant zur See am 10. April 1893. Nach der Rückkehr nach Deutschland wurde er vom 21. Mai bis 26. Juni 1894 zur Verfügung des Chefs der Marinestation der Nordsee gestellt und bis 2. Oktober auf den Kleinen Kreuzer Gefion kommandiert. Anschließend wurde Mantey der II. Torpedo-Abteilung als Kompanieoffizier und Adjutant zugeteilt und zeitgleich vom 7. Juli bis 21. September 1896 mit der Führung des Torpedobootes S 73 beauftragt. Vom 1. Oktober bis 29. November 1896 stand er erneut zur Verfügung des Chefs der Marinestation und wurde im Anschluss daran als Lehrer auf dem Torpedoschulschiff Blücher eingesetzt.
Während dieser Zeit entwickelte Mantey einen Plan, wie seiner Ansicht nach die Vereinigten Staaten von Nordamerika durch einen schnellen Militärschlag zu einem Vertrag gezwungen werden könnten, der Deutschland freie Hand im Pazifik und Atlantik verschaffte sollte.
Am 1. Oktober 1898 erfolgte seine Versetzung als Wachoffizier auf das Linienschiff Wörth sowie seine Beförderung zum Oberleutnant zur See am 1. Januar 1899. Dort verblieb er bis zum 30. September 1899, wurde kurzzeitig an die Marine-Akademie versetzt, am 9. April zum Kapitänleutnant befördert und am 22. April 1900 zum Kommandanten des Torpedobootes S 91 ernannt.
Auf der Hohenzollern wurde Mantey vom 1. Oktober 1900 bis 7. Oktober 1902 als Wachoffizier eingesetzt, bevor er Artillerie- und Navigationsoffizier auf dem Panzerschiff Württemberg wurde. Am 30. September 1903 nahm er seinen Dienst als Admiralstabsoffizier zunächst beim Admiral des I. Geschwaders und ab 1. Oktober 1904 bis 21. September 1905 in gleicher Funktion beim Admiral des II. Geschwaders auf. Die kommenden drei Jahre verbrachte Korvettenkapitän Mantey (seit 21. März 1905) vom 22. September 1905 bis 29. September 1908 als 1. Adjutant der Inspektion des Torpedowesens, bevor er als Kommandant den Kleinen Kreuzer Blitz übernahm. Anschließend erfolgte seine Versetzung auf das Spezialschiff Vulkan in gleicher Funktion am 1. Oktober 1909 sowie seine Beförderung zum Fregattenkapitän am 16. Oktober 1909. Nach seiner Abberufung am 26. Februar 1910 wurde er bis zum 9. April 1911 zur Verfügung des Chefs der Marinestation Ostsee gestellt.
Mit seiner Beförderung zum Kapitän zur See am 10. April 1911 erfolgte die Verwendung als Lehrer an der Marine-Akademie und das zeitgleiche Kommando über das Linienschiff Mecklenburg vom 14. August bis 28. September 1912.
Am 23. Juni 1914 erhielt er die Ernennung zum Kommandanten des Linienschiffes Wittelsbach, das nach Ausbruch des Ersten Weltkriegs in der Ostsee operierte. Mantey gab am 26. Januar 1916 sein Kommando ab und wurde in den Admiralstab der Marine kommandiert. Kaiser Wilhelm II. verlieh ihm für seine Verdienste u. a. den Kronenorden mit Schwertern II. Klasse. Am 15. Februar 1916 übernahm Mantey innerhalb des Admiralstabs als Vorstand die Kriegsgeschichtliche Abteilung, die später in Marinearchiv umbenannt wurde. Dort erhielt er am 18. September 1918 die Beförderung zum Konteradmiral.
Am 8. Juni 1919 wurde Mantey zur Disposition gestellt, aber als Angestellter mit der Leitung des Instituts für Marinegeschichte und des Marinearchivs betraut. Am 16. September 1920 erhielt er den Charakter als Vizeadmiral. In dieser Funktion gab er das mehrbändige Werk Der Krieg zur See 1914–1918 heraus. Dabei konzipierte, korrigierte und verbesserte er die Bände und stellte jedem Band ein Vorwort voran. Ohne der Aufsicht eines zivilen wissenschaftlichen Gremiums zu unterliegen, sorgte Mantey dafür, dass sämtliche Bände ausschließlich von aktiven oder inaktiven Offizieren bearbeitet wurden.
Angesichts des schlechten Ansehens der Marine in der Öffentlichkeit sollte mit dem Werk die Erinnerung an die Leistungen der Marine im Krieg wachgehalten werden. Operationen und Gefechte der deutschen Seestreitkräfte waren detailgetreu zu beschreiben. Dabei sollten die Leistungen der Verbandsführer, Kommandanten und Besatzungen herausgestellt werden, während Unzulänglichkeiten und Fehlern mit Verständnis zu begegnen waren. Die fachlichen und wissenschaftlichen Probleme dieser Konzeption wurden bewusst dem Ziel untergeordnet, Berechtigung und Notwendigkeit einer deutschen Flotte zu belegen, um die Grundlagen zu ihrem Wiederaufbau zu schaffen. Hingegen führte die getrennte Betrachtung der Kriegsschauplätze dazu, dass die Wechselwirkungen des Seekriegs gegenüber einzelnen Methoden der Seekriegsführung vernachlässigt wurden.
Im Auftrag der Marineführung gab Mantey außerdem populäre Werke wie Auf See unbesiegt (1921) oder Unsere Marine im Weltkrieg 1914–1918 heraus, welche die Marine in einem positiven Licht erscheinen lassen sollten. Auch nach Jahren äußerte er sich allenfalls intern kritisch und verteidigte Tirpitz zunächst nahezu uneingeschränkt gegen dessen Kritiker. „Die Geschichtsschreibung der Marine“, so erklärte er sich 1932 gegenüber Georg Alexander von Müller, „ist komplizierter als der Außenstehende ahnt. Wenn man bei der Wahrheit bleiben will und doch die alte Waffe schonen muß“.
Die Christian-Albrechts-Universität zu Kiel verlieh Mantey am 9. Januar 1923 die Ehrendoktorwürde eines Dr. phil. Im selben Jahr wurde er geschäftsführender Vorsitzender des Deutschen Seevereins (Deutscher Flottenverein). Erst 1931 trat er von diesem Posten zurück, weil er von seiner beruflichen Tätigkeit im Marinearchiv zu sehr in Anspruch genommen sei. Manteys Verabschiedung erfolgte am 31. März 1933.

## Werke (Auswahl)
Als Herausgeber:
- Auf See unbesiegt. 30 Einzeldarstellungen aus dem Seekrieg, J. F. Lehmanns Verlag, München 1921.
- Auf See unbesiegt. Band 2: Erlebnisse im Seekrieg, erzählt von Mitkämpfern, J. F. Lehmanns Verlag, München 1922.
- Das Kreuzergeschwader: mit zahlreichen Karten, Tabellen und Anlagen. Gemeinsam mit Erich Raeder, Mittler-Verlag Berlin 1922.
- Die Tätigkeit der kleinen Kreuzer "Emden", "Königsberg" und Karlsruhe. Gemeinsam mit Erich Raeder, Mittler-Verlag Berlin 1923.
- Die deutschen Hilfskreuzer: mit 51 Skizzen. Gemeinsam mit Erich Raeder, 1937.

Als Autor:
- Deutsche Marinegeschichte. Mit 16 Tafeln, Verlag „Offene Worte“, Charlottenburg 1926.
- mit Friedrich Christiansen und Carl Christiansen: Zwei Kapitäne Christiansen, 1933.

## Auszeichnungen
- Roter Adlerorden III. Klasse mit der Schleife[8]
- Preußisches Dienstauszeichnungskreuz[8]
- Komtur des Sankt-Olav-Ordens[8]
- Russischer Orden der Heiligen Anna III. Klasse[8]
- Ritter I. Klasse des Schwertordens[8]
- Ritter I. Klasse des Wasaordens[8]